# Олена Шубич

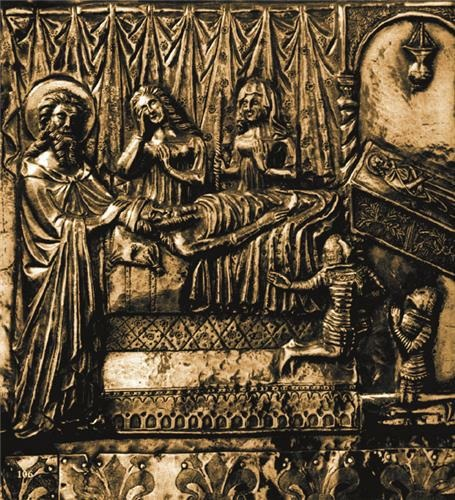
Єлена тримає свічку (вгорі праворуч) біля смертного ложа свого швагра Стефана, як зображено на скрині святого Симеона, датованій 1380 роком. Її оточують її племінниця Елізабет і син(и).

Олена Шубіч (Jelena Šubić; померла прибл. 1378 р.) — член брибірської гілки знатного роду Шубичів, яка правила Боснійським банатом як регентка з 1354 до 1357 р.
Олена була донькою хорватського сеньйора Ґеорґе II Шубича з Брибіра, графа Клиса. Вона вийшла заміж за Владислава, брата бана Стефана II Боснійського, у фортеці Клис наприкінці 1337 або на початку 1338 року. Лампрідіо Віттурі, єпископ Трогірський, провів їх вінчання. Трогірська влада, вороже налаштована до нього, пізніше поскаржилася папству, що шлюб був неканонічним через кровну спорідненість пари. Олена і Владислав мали двох синів, Твртко і Вука.
Твртко було близько 15 років, коли восени 1353 року він став баном Боснії після смерті її зятя. Олена та Владислав, який з невідомих причин був виключений з престолонаслідування, прийняли правління від імені молодого бана. Овдовівши через рік, Олена продовжувала правити від імені Твртко. У супроводі свого молодшого сина Олена негайно вирушила до двору їхнього сюзерена, короля Угорщини Людовика I, щоб отримати його згоду на приєднання Твртко. Людовик доручив їй передати повідомлення її невістці Олені Неманич, вдові її брата Младена III, яка намагалася утримати фортецю Клісс. Після повернення до Боснії Олена очолила збори (stanak) у Мілі та підтвердила володіння та привілеї знаті «всієї Боснії, Доньї Краї, Загор'я та Захумлє». У травні 1355 року вона вирішила взяти активну участь у суперечці щодо спадщини родини Шубичів, яка тривала після смерті її брата Младена у 1348 році. Олена з Твртко та їхнім військом рушила до Дувно. Було укладено угоду, за якою її син мав успадкувати всі міста, що належали її батькові, і місто, яке належало її сестрі Катерині.
Регентство Олени закінчилося в 1357 році. У 1364 роціВона та її сини отримали громадянство Венеціанської республіки. Через два роки вона супроводжувала Твртко до угорського королівського двору після його короткого звинувачення на користь Вука; Твртко реабілітувався протягом року. Восени 1374 року Олена організувала та відвідала весілля свого сина та Доротеї Болгарської. 